# Жидовствующие
«Жидо́вствующие» — принятое в Православной церкви и русском законодательстве обозначение ряда религиозных групп, обвиняемых церковниками в склонности к иудаизму.
Аналогичное именование («иудействующие») часто применяла христианская церковь, особенно в Византии, в отношении различных еретических течений, в которых усматривалась близость к иудаизму.
Ересь иудействующих, названных «жидовствующими», в начале XIV века получила распространение в Болгарии при царе Иване Александре, правившем в 1331—1371 годах. Сторонники этой группы, видимо, искали поддержку со стороны второй жены царя, Федоры, до крещения носившей имя Сара, еврейке из Тырнова. Эти «жидовствующие» отвергали церковную власть, причастие, иконопочитание, священников. По приговору собора, который созвал царь, их уничтожили, а евреев лишили права владения недвижимостью.
Во второй половине XV — начале XVI века в Новгороде, а затем в Москве существовала «ересь жидовствующих». Отдельные её участники после подавления группы в Московском государстве бежали в Литву, где перешли в иудаизм. В русской исторической литературе и в советской литературе до конца 1960-х годов термин «жидовствующие» относится к этому движению.
В начале XVIII века в России снова появились иудействующие группы, но связь между ними и «ересью жидовствующих» XV—XVI веков на Руси не прослеживается. В частности, отсутствуют факты, которые подтверждали бы преемственную связь «ереси жидовствующих» XV—XVI веков с субботниками, движением выходцев из русских крестьян, соблюдающим предписания иудаизма, появившимся на рубеже XVII—XVIII веков.
Митрополит Дмитрий Ростовский упоминал о сектантах, «иже по-жидовски субботу постят». Широкое распространение группы жидовствующих получили со второй половины XVIII века. С начала XIX века начинаются против сект жидовствующих начались систематические гонения со стороны официальных инвестиций. В 1820 году совет министров принимает решение рекомендовать местным властям ограничиться ссылками проповедников на вечное поселение на кавказские территории и не применять карательных мер против пассивных участников сект. В то же время этот орган предписывает во всех официальных документах именовать сектантов «жидовствующими». В 1823 году граф Кочубей представляет совету министров меморандум, где указывает на широкое распространение «ереси жидовствующих» в России и оценивает число еретиков в 20 тысяч человек. Было принято решение всех распространителей ереси отправить в армию, а непригодных к военной службе — в ссылку в Сибирь. Также было решено изгнать евреев из тех земель, где отмечалось появление ереси. В результате этих преследований большое число жидовствующих формально вернулись в Православную церковь, но продолжили тайно соблюдать обычаи своих религиозных групп.
Положение жидовствующих стало ещё хуже с приходом к власти императора Николая I. Тех, кого уличили в соблюдении еврейских обычаев, отправляли в армию или целыми деревнями ссылали на жительство в Сибирь. Многих сектантов сослали в Закавказье, где ими были основаны процветающие деревни; сосланные сюда преуспевали в распространении своего учения среди русских колонистов. С воцарением Александра II административные преследования жидовствующих прекратились, и многие из них начали открыто исповедовать свою религию. В 1887 году российское правительство официально признало за ними право совершения брачных и похоронных церемоний в соответствии с обрядами их течения. Манифест о свободе совести 17 апреля 1905 года означал отмену всех дискриминационных законов, принятых ранее против иудействующих групп. Специальным циркуляром правительство указывало, что сектантов, которые соблюдают субботу, не следует рассматривать в качестве евреев и, следовательно, на них нельзя распространять ограничительные законы, действовавшие в России относительно евреев.
Все, приходившие в соприкосновение с жидовствующими сектами, включая также их оппонентов, отмечали трудолюбие, трезвость, грамотность и высокую нравственность членов этих групп.
Объектом внимания идеологов современного православного антисемитизма стала, в частности, «ересь жидовствующих». Современная интерпретация «ереси» православными сторонниками жесткой линии значительно шире, чем в других источниках. И протестантизм, и католицизм рассматриваются как проявления иудействования, «жидовствования». Протестантизм иногда представляется не более чем ветвью иудаизма, тогда как католицизм осуждается за его слишком примирительные решения относительно христианско-еврейских конфликтов. «Подрывная» деятельность в виде иудействования приписывается священникам РПЦ еврейского происхождения. Православные священнослужители выразили особую обеспокоенность деятельностью и духовным влиянием Александра Меня, харизматичного православного священника и писателя еврейского происхождения, обратившего в православие многих представителей русской интеллигенции, убийство которого в 1990 году остаётся нераскрытым.